# Заварзин, Андрей Никитович
Андрей Никитович Заварзин (1919—1995) — советский военный. Участник Великой Отечественной войны. Герой Советского Союза (1945). Полковник.

## Биография
Андрей Никитович Заварзин родился 2 апреля 1919 года в селе Любимовка Богородицкого уезда Тульской губернии РСФСР (ныне поселок Воловского района Тульской области Российской Федерации) в крестьянской семье. Русский. Окончил семилетнюю сельскую школу. В 1935—1938 году учился в 5-м Московском педагогическом училище.
В ряды Рабоче-крестьянской Красной Армии призван 25 августа 1938 года. В августе 1939 года окончил 2-е Московское артиллерийское училище, а в октябре 1940 года — Томское артиллерийское училище. Служил командиром огневого взвода в артиллерийском полку 167-й стрелковой дивизии Западного особого военного округа, затем был помощником начальника штаба полка по разведке. Перед войной дивизия базировалась в Гомельской области Белорусской ССР. С началом Великой Отечественной войны, часть, в которой служил А. Н. Заварзин, вошла в состав 63-го стрелкового корпуса 21-й армии Западного фронта. 26 июля 1941 года подразделения дивизии заняли оборонительные позиции на рубеже Рогачёв-Жлобин. Боевое крещение Андрей Никитович принял на рассвете 2 июля 1941 года под городом Рогачёвом в бою против 3-й танковой дивизии вермахта.
В период с 3 июля по 13 августа 1941 года подразделения 63-го стрелкового корпуса стойко удерживали занимаемые рубежи, но немцам удалось прорваться на соседних участках, в результате чего корпус попал в окружение. Из котла прорвались лишь отдельные подразделения. Среди вышедших из окружения был и А. Н. Заварзин. После проверки в органах НКВД в ноябре 1941 года его направили в 635-й стрелковый полк 143-й стрелковой дивизии 13-й армии Юго-Западного фронта, где он был назначен командиром взвода батареи 76-миллиметровых орудий. С ноября 1941 года 13-я армия вела оборонительные бои на воронежском направлении, затем защищали родные для Заварзина места — Ефремов и Волово. С началом контрнаступления под Москвой части 13-й армии перешли в наступление. Андрей Никитович участвовал в Елецкой операции. С 24 декабря 1941 года в составе Брянского фронта участвовал в освобождении города Ливны.
Весной 1942 года А. Н. Заварзин был назначен командиром батареи 76-мм орудий 635-го стрелкового полка. В короткий срок Андрей Никитович провёл боевую учёбу, сделав свою батарею одной из лучших в дивизии. Бойцы Заварзина сыграли важную роль при отражении начавшегося 28 июня 1942 года крупномасштабного немецкого наступления (Воронежско-Ворошиловградская оборонительная операция). Батарея лейтенанта А. Н. Заварзина уже в первый день оборонительной операции уничтожила до двух батальонов вражеской пехоты. В критический момент боя за деревню Росстани Ливенского района Орловской области при отражении атаки численно превосходящих сил противника Андрей Никитович выдвинул свои орудия на прямую наводку и ураганным огнём обратил противника в бегство, уничтожив до 150 солдат и офицеров вермахта. Всего за период с 28 июня по 10 июля 1942 года батарея Заварзина уничтожила до 300 немецких солдат, 5 повозок с боеприпасами и 10 автомашин с пехотой. На участке обороны 13-й армии немцам не удалось добиться значительных успехов. В начале 1943 года в ходе с удержанных под Ливнами рубежей подразделения армии перешли в наступление в ходе Воронежско-Касторенской операции.
13 марта 1943 года 13-я армия была включена в состав Центрального фронта и летом 1943 года участвовала в Курской битве. К этому времени Андрей Никитович прошел путь от лейтенанта до капитана и был назначен начальником артиллерии 635-го стрелкового полка 143-й стрелковой дивизии. В сражении на Курской дуге в ходе оборонительных боёв, а затем в Орловской стратегической наступательной операции артиллерия полка продемонстрировала высокое воинское мастерство, а капитан А. Н. Заварзин — умелое руководство подразделением и хорошую организацию взаимодействия артиллерии со стрелковыми подразделениями полка. Особенно артиллеристы Заварзина отличились в боях западнее Малоархангельска за деревни Петровка и Семёновка Малоархангельского района Орловской области. При прорыве вражеской обороны огнём полковой артиллерии было подавлено 10 огневых точек противника и уничтожено до роты вражеской пехоты. Благодаря умелым и слаженным действиям артиллерийских батарей и стрелковых подразделений полк с минимальными потерями овладел линией немецких траншей. 17 июля 1943 года в районе безымянной высоты в двух километрах севернее деревни Семёновка противник трижды переходил в контратаку, но капитан Заварзин грамотно расставил артиллерийские расчёты и нанёс ему серьёзный урон. В ходе дальнейшего наступления на кромском направлении и в последующих действиях дивизии в составе 60-й армии во время Черниговско-Припятской наступательной операции Андрей Никитович постоянно находился в боевых порядках пехоты и, подавляя вражеские огневые средства, обеспечивал продвижение вперёд своего полка. 22 сентября 1943 года 143-я стрелковая дивизия форсировала Днепр севернее Киева и вела бои за удержание и расширение занятых плацдармов.
В октябре 1943 года Андрей Никитович стал командиром 1-го артиллерийского дивизиона 287-го артиллерийского полка 143-й стрелковой дивизии, сменив на этом посту геройски погибшего капитана Н. С. Прохоренко. 18 октября 1943 года в бою на правом берегу Днепра у села Лапутьки Киевской области А. Н. Заварзин был ранен, но быстро вернулся в строй. В ходе Киевской наступательной операции ему было присвоено воинское звание майора. Освобождая Правобережную Украину (Житомирско-Бердичевская операция и Ровно-Луцкая операция), А. Н. Заварзин в составе своего подразделения прошёл с боями свыше 650 километров. Особенно его артиллеристы отличились в боях на подступах к городу Сарны и в уличных боях за город с 9 по 11 января 1944 года. Майор А. Н. Заварзин, находясь в боевых порядках наступающих частей Красной Армии, умело управлял огнём своего дивизиона, благодаря чему был нанесён серьёзный урон живой силе и технике врага. Дивизион Заварзина уничтожил за этот период 6 пулемётов, 2 артиллерийских орудия, 4 повозки с боеприпасами и до 80 солдат и офицеров неприятеля. Огнём дивизиона были также подавлены 2 миномётные батареи и повреждён бронепоезд противника.
1 марта 1944 года 143-я стрелковая дивизия была включена в состав 77-го стрелкового корпуса 47-й армии 2-го Белорусского фронта и принимала участие в Полесской операции, в ходе которой вышла на рубеж реки Турья, где перешла к обороне. В апреле 1944 года 47-я армия была передана 1-му Белорусскому фронту и летом 1944 года участвовала в Люблин-Брестской операции. В бою за город Ковель майор А. Н. Заварзин был ранен, но остался в строю. С конца лета 1944 года 47-я армия вела бои за освобождение Польши. Во время наступательных действий дивизии 1-й дивизион 287-го артиллерийского полка постоянно находился в первом эшелоне стрелковых подразделений и огнём и колёсами обеспечивал их продвижение к Висле. В период с 15 августа по 15 сентября 1944 года дивизион уничтожил 23 пулемётных гнезда, 1 средний танк, 2 ДЗОТа и до 280 солдат и офицеров противника. Был подавлен огонь трёх артиллерийских и шести миномётных батарей и до 15 пулемётов. Решительными и умелыми действиями дивизион майора Заварзина способствовал успеху стрелковых подразделений при освобождении сильно укреплённого правобережного предместья Варшавы — Праги. В боях на Висле в ноябре 1944 года Андрей Никитович был контужен, но к началу зимнего наступления на Висле уже был в строю.
В ходе Варшавско-Познанской фронтовой операции, составной части Висло-Одерской стратегической операции 143-й стрелковой дивизии предстояло прорвать оборону противника на правом берегу реки севернее Варшавы, и форсировав Вислу, совместно с частями 1-й армии Войска Польского освободить столицу Польши. Перед началом наступления майор Заварзин настолько грамотно и эффективно расположил орудия своего дивизиона, что во время артиллерийской подготовки 15 января 1945 года в результате созданного артиллеристами огневого вала огневые средства противника были полностью подавлены. При этом дивизионом было уничтожено 8 пулемётов, 2 артиллерийские и одна миномётная батареи, 2 блиндажа и до 40 солдат и офицеров вермахта. В созданную бойцами Заварзина брешь в немецкой обороне ворвались штурмовые отряды дивизии, и преследуя бегущего врага, на его плечах по льду форсировали Вислу. Следом за ними с двумя батареями дивизиона на левый берег реки первым в полку переправился майор Заварзин. Быстро установив орудия на огневых позициях, он способствовал отражению контратаки противника. В дальнейшем Андрей Никитович успешно руководил действиями дивизиона при освобождении Варшавы. В ходе Восточно-Померанской операции он прокладывал путь стрелковым подразделениям к Дойч-Кроне и вместе с ними участвовал в штурме города.
Главный свой подвиг майор А. Н. Заварзин совершил в ходе Берлинской стратегической операции. При прорыве немецкой обороны в Померании в районе Целлина майор А. Н. Заварзин организовал штурмовые группы для и лично руководил ими. Вгрызаясь в немецкую оборону, Заварзин со своими бойцами расшатывал оборонительные порядки противника на всю глубину и обеспечивал продвижение стрелковых подразделений на всём протяжении от Одера до Берлина. В период с 15 по 27 апреля 1945 года штурмовые группы под командованием майора А. Н. Заварзина уничтожили 18 станковых пулемётов, 2 бронетранспортёра, более 120 солдат и офицеров противника, подавили огонь 22 пулемётов, 5 орудий, 7 бронетранспортёров и 1 самоходного орудия. При ведении уличных боёв в Шпандау Андрей Никитович силами расчётов двух батарей дивизиона взял в плен 218 солдат неприятеля. После взятия Берлина 8 мая 1945 года 47-я армия вышла к реке Эльба северо-западнее Бранденбурга. Здесь Андрей Никитович и встретил победу. За образцовое выполнение боевых заданий командования на фронте борьбы с немецкими захватчиками и проявленные при этом отвагу и геройство указом Президиума Верховного Совета СССР от 31 мая 1945 года майору Заварзину Андрею Никитовичу было присвоено звание Героя Советского Союза.
В июне 1946 года майор А. Н. Заварзин уволился в запас. Жил в городе Саратове. Работал на Саратовском театрально-производственном комбинате. В 1947—1949 годах был заведующим отделом Баландинского райкома партии Саратовской области. В связи с обострением обстановки на Корейском полуострове в октябре 1949 года Андрей Никитович вновь был призван на военную службу. Окончил Высшую офицерскую артиллерийскую школу в Ленинграде. С 1956 года полковник А. Н. Заварзин в запасе. Жил в городе Черкассы Украинской ССР. Работал инструктором сначала городского, а затем областного комитетов Коммунистической партии Украины. В 1963 году заочно окончил высшую партийную школу ЦК КПСС. С 1971 по 1979 год А. Н. Заварзин руководил Черкасским комбинатом шёлковых тканей. Скончался Андрей Никитович в день Победы — 9 мая 1995 года. Похоронен в городе Черкассы (Украина).

## Награды
- Медаль «Золотая Звезда» (31.05.1945);
- орден Ленина (31.05.1945);
- орден Красного Знамени (14.03.1945);
- орден Александра Невского (18.02.1944);
- орден Отечественной войны 1-й степени (06.04.1985);
- орден Отечественной войны 2-й степени (25.09.1944);
- орден Красной Звезды — дважды (04.09.1943; 30.12.1956);
- медали, в том числе:

медаль «За боевые заслуги» — дважды (10.08.1942; 03.11.1953);
медаль «За победу над Германией в Великой Отечественной войне 1941—1945 гг.»;
Медаль «За взятие Берлина»;
медаль «За освобождение Варшавы»;
медаль «30 лет Советской Армии и Флота».

## Память
Имя Героя Советского Союза А. Н. Заварзина увековечено на мемориальном комплексе Героев на площади Славы в городе Черкассы.

## Документы
- Общедоступный электронный банк документов «Подвиг Народа в Великой Отечественной войне 1941—1945 гг.» Архивировано 13 марта 2012 года.

Герой Советского Союза. Архивировано 25 декабря 2012 года.
Указ Президиума Верховного Совета СССР. Архивировано 24 мая 2013 года.
Список награждённых. Архивировано 24 мая 2013 года.
Орден Красного Знамени. Архивировано 24 мая 2013 года.
Орден Александра Невского. Архивировано 24 мая 2013 года.
Орден Отечественной войны 1-й степени. Архивировано 24 мая 2013 года.
Орден Отечественной войны 2-й степени. Архивировано 24 мая 2013 года.
Орден Красной Звезды (1943). Архивировано 24 мая 2013 года.
Медаль «За боевые заслуги» (1942). Архивировано 24 мая 2013 года.